# Schwerer Panzerspähwagen
Los Schwerer Panzerspähwagen (aproximadamente "Vehículo blindado pesado de reconocimiento") comprendía varios modelos de 6 y 8 ruedas.

## 6 ruedas

### SdKfz 231
1.ª versión de este modelo. Armado con un cañón Kwk 38 de 20 mm.

### SdKfz 232
Armado con un cañón KwK30 L/55 de 20 mm.

### SdKfz 263
Contaba con una torreta fija armada con una MG 34, una radio de largo alcance, una antena de radio sobre bastidores y una antena telescópica.

## 8 ruedas

### SdKfz 231
Similar al SdKfz 231 6x6 pero con un eje adicional, convirtiéndolo en 8x8 (tracción en las 8 ruedas) y una torreta con forma hexagonal la cual permitía mayor espacio al interior del vehículo.

### SdKfz 232
Este potente vehículo de reconocimiento fuertemente blindado de ocho ruedas estaba armado con un cañón de 20 mm y fue diseñado para circular por todo tipo de terrenos. Tenía instalada una gran antena sobre el techo, a través de la cual se podía coordinar la actuación de varios vehículos.

### SdKfz 233
Equipado con un cañón de 7,5 cm KwK 37 L/24, fue diseñado en torno al vehículo blindado de radiocomunicaciones SdKfz 263.  Se construyeron 109 unidades entre diciembre de 1942 y octubre de 1943 en la fábrica de Büssing. Otros 10 ejemplares fueron convertidos a partir de chasis de SdKfz 263 durante octubre de 1942. Esta variante entró en servicio durante 1942 y se utilizó hasta el final de la guerra. Comúnmente eran entregados a los batallones de reconocimiento en pelotones de seis vehículos.
|           |
| SdKfz 233 |